# Richard von St. Viktor

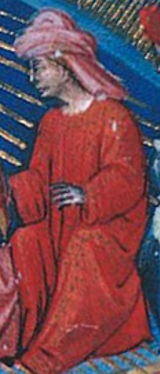
Richard von St. Viktor

Richard von St. Viktor (latinisiert: Richardus de Sancto Victore; * um 1110; † 16. März 1173 in Paris) war Augustinerchorherr und seinerzeit einer der wichtigsten Theologen in Paris.

## Leben
Über das frühe Leben Richards ist überhaupt nichts bekannt. Man kennt weder Geburtsort noch einen genauen Geburtstag. Zwar wird er in einem Werk über das Kloster St. Viktor in Paris, das in der zweiten Hälfte des 16. Jahrhunderts verfasst wurde, als Schotte bezeichnet, er selbst schreibt in mehreren Briefen an den damaligen Bischof von Hereford in England von seiner Heimat. Daraus hat man geschlossen, dass er Angelsachse war und aus dem heutigen England stammte.
Zwischen 1114 und 1141 trat er in besagtes Augustinerstift in Paris ein. Wann genau das war, ist, wie so vieles in seinem Leben, nicht bekannt. Sowohl der Klosterstifter, Guildan, als auch sein Lehrer Hugo waren beide noch am Leben.
Nach dem Tod seines theologischen Lehrmeisters wurde er dessen Nachfolger im Lehrkörper. Im Jahre 1162 bestellte man ihn schließlich zum Prior des Konventes, eine Tatsache, die beweist, dass er bereits zu diesem Zeitpunkt ein hohes Ansehen innerhalb der Klostergemeinschaft der Viktoriner genoss.
Doch Richards Ruhm ging, allem Anschein nach, über die Klostermauern hinaus. So verfolgte er das aktuelle politische Zeitgeschehen und stritt an der Seite Thomas Becketts (Becquet) gegen den englischen König Heinrich II. und unterstützte Bernhard von Clairvaux bei dessen Kampf gegen Abaelard. Auch im Kloster entpuppte sich Richard als streitbare Persönlichkeit. Mit Vehemenz ging er gegen seinen „zänkischen“ Abt Ervis vor, konnte aber alleine nichts ausrichten, so dass Papst Alexander III. eingeschaltet werden musste.
Zwar stellte der daraufhin neugewählte Abt Guérin die alte Ordnung wieder her, doch Richard verstand sich auch mit dem Nachfolger Ervis' ganz und gar nicht: „Er nimmt mir das Wort aus dem Mund und die Feder aus der Hand“.
Ein knappes Jahr nach Guérins Amtsantritt verstarb Richard im Kloster.
Für Richard von St. Viktor ist die Klosterschule eine Einheit von theologischer Denkform und religiöser Lebensform. Sie verbindet somit wissenschaftliche Erkenntnis und spirituelle Erfahrung.

## Werke

Opera, 1650

Aus den Einleitungen und Präambeln seiner Bücher erfahren wir, dass er sie in einer ungewöhnlich hohen Auflage verfasste, um damit dem Wunsch seiner Schüler und Kollegen zu entsprechen, was zeigt, dass er bei seinen Zeitgenossen unwahrscheinlich populär gewesen sein muss. Der hohe Bekanntheitsgrad Richards hängt sicherlich mit seiner Grundthematik zusammen. Wie sein Lehrer Hugo war er der Meinung, dass sich die Heilige Schrift durch ihre vielschichtige Mehrdeutigkeit des Textes von profanen Werken unterscheidet. Alles war bei ihm Metapher, Allegorie und Symbolik. Einen moralischen Sinn erkannte er selbst dann noch, wenn die Sätze durch die Jahrhunderte nur noch Überlieferungen waren.
Sein Hauptziel war es, das Reich Gottes in den Seelen der Menschen aufzubauen. Damit stand er, wie auch sein Lehrer, in der Tradition Augustinus’ und des Pseudo-Dionysius’ mit seinem Neuplatonismus, aber auch in der des Anselm von Canterbury. Doch anders als Hugo, erfreuten sich Richards Werke eines größeren Publikums. Aller Wahrscheinlichkeit nach hing das zu einem großen Teil mit seinem Schreibstil zusammen, denn das richtige Verständnis wird dadurch garantiert, dass sich Gott als Autor offenbart, was nicht heißen will, dass Richard göttliche Visionen hatte.
Abgesehen davon versuchte er stets, den Bezug zur Wirklichkeit herzustellen, und ging der Frage nach der Bedeutung vom Zusammenhang zwischen Gott und Schöpfung nach. Sein Erkenntnismodus ist deshalb die Betrachtung, in welcher der Symbolgehalt der Wirklichkeit zuverlässig ermittelt wird.
Sein Hauptwerk ist der Tractatus Exceptionum mit Anmerkungen zu fast allen Büchern des Alten und des Neuen Testamentes. Dieses Buch setzt er im Anschluss an Hugos didascalicon und offenbart darin seine Methodenreflexion: Die Heilige Schrift und die Schöpfung vermitteln Erkenntnisse, die die Wissenschaft sichern muss.
Diese und zahlreiche andere Werke machten aus Richard einen nachhaltig unübertroffenen Lehrer des spirituellen Lebens. Seine Schriften beeinflussten ihrerseits nachfolgende Theologen und Philosophen wie Alexander von Hales, Bonaventura, Thomas von Aquin und Duns Scotus.

## Theologische Relevanz
In der heutigen Theologie wird von den Lehren Richards insbesondere die Trinitätstheologie herangezogen, die er in seinem Werk De Trinitate vorlegt. Sein Konzept der Dreieinigkeit orientiert sich am Modell der interpersonalen Liebe. Anders als Augustinus und die ihm folgende Tradition sieht er die Dreiheit von Vater, Sohn und Heiligem Geist dabei nicht in Parallele zur Dreiheit von Liebendem, Geliebtem und dem Band der Liebe, das die beiden verbindet, sondern in der Dreiheit von Liebendem, Geliebtem und „Mitgeliebtem“ (condilectus). Dabei argumentiert er so, dass in der göttlichen Liebe, um vollkommen zu sein, der Liebende mit dem Geliebten alles teile, mithin auch seine eigene Göttlichkeit, weswegen Gottvater und Gott der Sohn gleichermaßen Gott seien. Zugleich könne die vollkommene Liebe nicht in der Zweisamkeit stehen bleiben, sondern müsse sich vorbehaltlos einem Dritten, dem Heiligen Geist als Mitgeliebten öffnen, um so zur Vollendung zu kommen.

## Werkausgaben und Übersetzungen
- Ruben Angelici: Richard of Saint Victor: On the Trinity. English Translation and Commentary, Cascade, Eugene, Oregon 2011.
- R. Baron: Hugues et Richard de Saint-Victor. Introduction et choix de textes, Bloud & Gay 1961.
- Boyd Taylor Coolman, Dale M. Coulter (Hrsg.): Trinity and Creation: A Selection of Works of Hugh, Richard and Adam of St. Victor, Brepols, Turnhout 2010.
- Jean Ribaillier: Ricardus, Prior S. Victoris Parisiensis, De Trinitate: texte critique avec introduction, notes et tables, Textes philosophiques du Moyen Age 6, Librairie philosophique J. Vrin, Paris 1958.
- Gaston Salet: Richard de St.-Victor, La Trinité: texte latin, introduction, traduction et notes, Sources chrétiennes 63, Éditions du Cerf, Paris 1959.
- Grover A. Zinn: Richard of St. Victor: the Twelve Patriarchs, the Mystical Ark, Book Three of the Trinity, Classics of Western Spirituality, Paulist Press, New York 1979.